# Sterling Hinds
Sterling Hinds (* 31. Oktober 1961 in Toronto) ist ein ehemaliger kanadischer Sprinter.
Bei den Olympischen Spielen 1984 in Los Angeles gewann er als Schlussläufer in der kanadischen 4-mal-100-Meter-Staffel um Ben Johnson, Tony Sharpe und Desai Williams die Bronzemedaille hinter den Mannschaften aus den Vereinigten Staaten und Jamaika. Später spielte Hinds für kurze Zeit Canadian Football für die Toronto Argonauts.
Sterling Hinds ist 1,80 m groß und hatte ein Wettkampfgewicht von 82 kg. Er besuchte die University of Washington und begann nach Ende seiner Sportlerkarriere als Immobilienmakler zu arbeiten.